# Günter von Drenkmann
 (février 2020).
Si vous disposez d'ouvrages ou d'articles de référence ou si vous connaissez des sites web de qualité traitant du thème abordé ici, merci de compléter l'article en donnant les références utiles à sa vérifiabilité et en les liant à la section « Notes et références ».
Günter von Drenkmann, né à Berlin (Allemagne) le 9 novembre 1910 et mort dans cette ville le 10 novembre 1974, est un avocat allemand.
Président de la Cour d'appel de Berlin (Kammergericht), il est tué par des extrémistes du Mouvement du 2 Juin dans une tentative d'enlèvement.

## Biographie

### Assassinat?
Le 10 novembre 1974, plusieurs extrémistes envahissent le domicile de Drenkmann. Le déroulement du drame reste inconnu. Drenkmann est gravement blessé par une arme à feu, et il meurt le même jour à l'hôpital.
Une cérémonie funèbre a lieu devant la mairie de Schöneberg, à laquelle plus de 20 000 citoyens prennent part. Walter Scheel, président fédéral lance un appel à « tous les démocrates à lutter contre la terreur ». Les employés et les fonctionnaires sont obligés d'y participer.
Le Mouvement du 2 Juin revendique cette action qu'il décrit comme action contre un responsable de « l'assassinat d'un camarade », après la mort la veille d'Holger Meins, membre de la Rote Armee Fraktion, en grève de la faim (malgré un régime très rigide d'alimentation de force) dans la prison de Wittlich.
Les auteurs avaient en fait prévu d'enlever Drenkmann pour effectuer un compromis. Six membres du  Mouvement du 2 Juin furent accusés de l'enlèvement de Peter Lorenz et du meurtre de Drenkmann et jugés. Lors du procès, en 1986, le tribunal n'a pu prouver aucune implication des accusés et, à ce jour, l'acte n'est toujours pas éclairci.